# Шам (зоря)
Шам (α Стріли, α Sge) — зоря в сузір'ї Стріли. Зоря в четверо масивніша і в 340 разів яскравіша, ніж Сонце.

## Назви
Назва  — «Шам» або «Альшам», походить від арабського слова سهم (сахм,  тобто Стріла). Ця назва раніше вживалася щодо всього сузір'я.
Китайською, 左旗 (Zuǒ Qí, тобто Лівий прапор), стосується астеризму, що складається з α Стріли, β Стріли, δ Стріли, ζ Стріли, γ Стріли, 13 Стріли, 11 Стріли, 14 Стріли і ρ Орла. Сама α Стріли відповідно має назву 左旗一 (Zuǒ Qí yī, букв. «перша зоря Лівого прапора»).

## Опис
α Стріли є яскравим жовтим гігантом видимої зоряної величини +4,38 і спектрального класу G1 II. Вона розташована на відстані 430 ± 10 світлових років від Землі. Зоря має світність у 340 разів більшу, ніж Сонце з температурою поверхні 5333 К. Радіус зорі приблизно 20 разів більший сонячного (р☉), а її маса — в 4 рази більше сонячної (М☉).
На діаграмі Герцшпрунга—Рассела, зоря ймовірно перебуває в розриві Герцшпрунга, тобто термоядерний синтез гелію з водню в ядрі вже завершився, але горіння гелію ще не почалось. Через декілька мільйонів років Шам, імовірно, стане цефеїдою.